# 大湖三角战役革命烈士碑
大湖三角战役革命烈士碑，位于中国广东省河源市连平县绣缎镇内，为连平县的一个县级文物保护单位，类型为近现代重要史迹及代表性建筑，公布时间为1986年1月。
大湖三角战役革命烈士碑的历史年代为1957年。